# Archanara püngeleri
Archanara püngeleri är en fjärilsart som beskrevs av Karl Schawerda 1924. Archanara püngeleri ingår i släktet Archanara och familjen nattflyn. Inga underarter finns listade i Catalogue of Life.